# Webový vyhledávač
Webový vyhledávač je služba, která umožňuje na Internetu najít webové stránky, které obsahují požadované informace. Uživatel zadává do rozhraní vyhledávače klíčová slova, která charakterizují hledanou informaci, a vyhledávač obratem na základě své databáze vypisuje seznam odkazů na stránky, které hledané informace obsahují (text, obrázky nebo jiné typy multimediálních informací). Databáze je udržována převážně automaticky na rozdíl od internetových katalogů, které jsou udržovány převážně ručně.
Cílem vyhledávačů je poskytnout uživateli při odpovědi na dotaz co nejrelevantnější informace, a proto různými způsoby hodnotí důležitost obsažených informací na webových stránkách (např. pomocí PageRank) a stránky s vyšším hodnocením zobrazuje uživateli jako první.

## Jak vyhledávač pracuje
Vyhledávač pracuje z větší části automaticky, k čemuž využívá desítky až statisíce počítačů. Kvalita vyhledávače je závislá na tom, jak kvalitní dává odpovědi, tj. jestli uživatel najde hledanou informaci na prvních místech odpovědi vyhledávače. Z tohoto důvodu je nutné měřit kvalitu stránek, které vyhledávač má ve své databázi (např. PageRank u Google, S-rank u Seznamu) a naopak majitelé stránek se snaží modifikací svých stránek dosáhnout na co nejvyšší pozice ve výstupu vyhledávače (SEO). Výsledkem je, že vyhledávač musí své metody neustále vylepšovat, aby vyhověl čím dál vyšším požadavkům svých návštěvníků.
Obecně většina internetových vyhledávačů pracuje ve čtyřech krocích:
1. procházení webových stránek
2. vytvoření databáze výskytu slov
3. indexování
4. poskytování odpovědí na dotazy

### Procházení webových stránek
Pro procházení webových stránek má internetový vyhledávač automatický program, tzv. vyhledávací robot (bot nebo též spider – „pavouk“), který se pomocí hypertextových odkazů snaží navštívit všechny webové stránky na Internetu (celý World Wide Web, tj. WWW).
Robot pracuje tak, že dostane na začátku seznam atraktivních stránek (tj. vstupních míst, resp. seznam URL odkazů). Nejlépe je to seznam rozcestníků, jako je například katalog Seznamu, Yahoo! Directory a podobně. Robot každou stránku stáhne na svůj pevný disk a poznamená si její URL adresu, aby ji nenavštěvoval opakovaně. V uložené stránce přečte všechny hypertextové odkazy na další webové stránky, čímž získá další místa, která stejným způsobem navštíví. Robot pracuje cyklicky, takže se po určitém čase na stránky vrací, aby zjistil jejich případné změny.

### Databáze výskytu slov
Stránky, které robot uložil na pevný disk, je nutné zpracovat a vytvořit z nich databázi. V databázi jsou uvedena všechna nalezená slova a k nim adresy, na kterých se tato slova vyskytují. Databáze je tedy schopna poskytnout informaci, na kterých stránkách se hledané slovo nachází. Problémem je velikost databáze, protože její sekvenční prohledání by trvalo neúměrně dlouho. Proto následuje další krok, tzv. indexace.

### Indexování
Indexování databáze urychluje vyhledání požadované informace. Zároveň je index vytvořen tak, aby poskytoval na prvních místech stránky s nejvyšší užitnou hodnotou (tzv. relevancí, mající nejvyšší hodnocení kvality, nejvyšší váhu). Pro výpočet relevance se používají nejrůznější algoritmy, které jsou založeny na nejrůznějších znacích stránek a různých úhlech analýzy jejich obsahu, například:
Váha slovStránka má vyšší hodnocení, když má hledané slovo na stránce vyšší váhu. Váha slov se zvyšuje, je-li slovo v titulku stránky, nadpisu nebo blíže k začátku stránky, případně se na stránce opakuje. Váhu slov lze zneužít vkládáním „zajímavých“ slov do obsahu stránky bez ohledu na její skutečný obsah nebo prostým opakováním slov. Vyhledávač se brání penalizací (snížením kvality) podezřelých stránek.
Atraktivita stránkyStránka má vyšší hodnocení, když na ni odkazuje více jiných stránek, protože zřejmě obsahuje zajímavé informace. Atraktivitu lze zneužít vytvářením falešných stránek, které odkazují na stránku, která má získat vyšší hodnocení. Vyhledávač se brání sledováním podezřelého náhlého hromadění odkazů.
Serióznost WebuWebové servery, které obsahují velké množství kvalitních stránek, jsou při výpočtu váhy zvýhodněny. Seznam se může udržovat i ručními zásahy.
Sponzorované odkazyVáha odkazu se zvyšuje zaplacením poplatku. Seriózní vyhledávače se této praxi vyhýbají nebo zřetelně oddělují výsledky zobrazené na základě komerčního zvýhodnění. Tento způsob je jedním z možných zdrojů příjmů vyhledávače.
Technická kvalitaVáha odkazu se zvyšuje, pokud jsou stránky správně sestaveny a vyhovují webovým standardům.

### Odpovědi na dotazy
Vyhledávač poskytuje svým uživatelům vstupní formulář, do kterého jsou zadávána hledaná slova (fráze atp.). Po odeslání dotazu jsou pomocí indexu získány z databáze odkazy na stránky, které hledané slovo obsahují. Podle kvality indexu jsou na prvních místech většinou odkazy na stránky, které jsou pro uživatele dostačující. Pro vyšší přehlednost se zobrazuje kromě odkazu ještě titulek stránky, okolí nalezených slov a případně i další informace (stáří informace, kvalita odkazu, …).

## Aktuálnost databáze
Z principu práce vyhledávače vyplývá, že nikdy nemá úplně aktuální informace, ale prezentuje je se zpožděním. Robot navštěvuje zajímavé adresy co nejčastěji (např. zpravodajské servery) nebo se dokonce uzavírá smlouva o snadnějším zpřístupnění obsahu pro robota (místo pasivního čekání na návštěvu robota jsou nové informace robotovi přímo zaslány). Pro vyšší efektivitu se databáze aktualizuje po částech nebo průběžně nebo se co nejčastěji aktualizují alespoň nejzajímavější a nejčastěji hledané informace.

## Nežádoucí aktivity robotů
Někdy je nežádoucí, aby robot indexoval některé stránky. Proto existuje možnost, jak roboty omezit pomocí souboru robots.txt, který se umisťuje do kořene webového serveru.

## SEO
Technika, která dokáže stránky upravit tak, aby se co nejlépe umístily ve výsledcích vyhledávání, se nazývá SEO (anglicky Search Engine Optimization) a v poslední době je velmi žádanou službou. SEO techniky se rozlišují na „povolené“ a „zakázané“ (tzv. Black Hat SEO, které vyhledávače tvrdě postihují například vyřazením ze svého indexu), avšak z hlediska vyhledávačů je jakékoliv umělé zlepšování umístění ve výsledcích vyhledávání nežádoucí (snad kromě případů, kdy robot stránce z nějakého důvodu nerozumí).
Na podobném principu funguje i tzv. Google bomba, která umožňuje do výsledků vyhledávání zahrnout i stránky, které hledané slovo neobsahují.

## Nejznámější vyhledávače

### Ve světě
- AltaVista
- Aoohe
- Ask
- Baidu
- Bing
- DuckDuckGo
- Ecosia
- Excite
- Google
- Lycos
- Naver
- Refseek – vyhledávání akademických zdrojů
- Worldcat – obsah celosvětových knihoven
- YaCy
- Yahoo
- Yandex

### V Česku
- Seznam.cz
- Atlas.cz (využívá Google)
- Centrum.cz (využívá Google)

## Historie
Historie internetových vyhledávačů se začala psát v roce 1990, kdy byl pro prohledávání FTP archivů vytvořen vyhledávač Archie. V roce 1998 byl představen vyhledávač Google, který pomocí unikátního řadícího algoritmu výrazně změnil pohled na vyhledávání v internetovém obsahu.